# St. Bruno (Lünten)

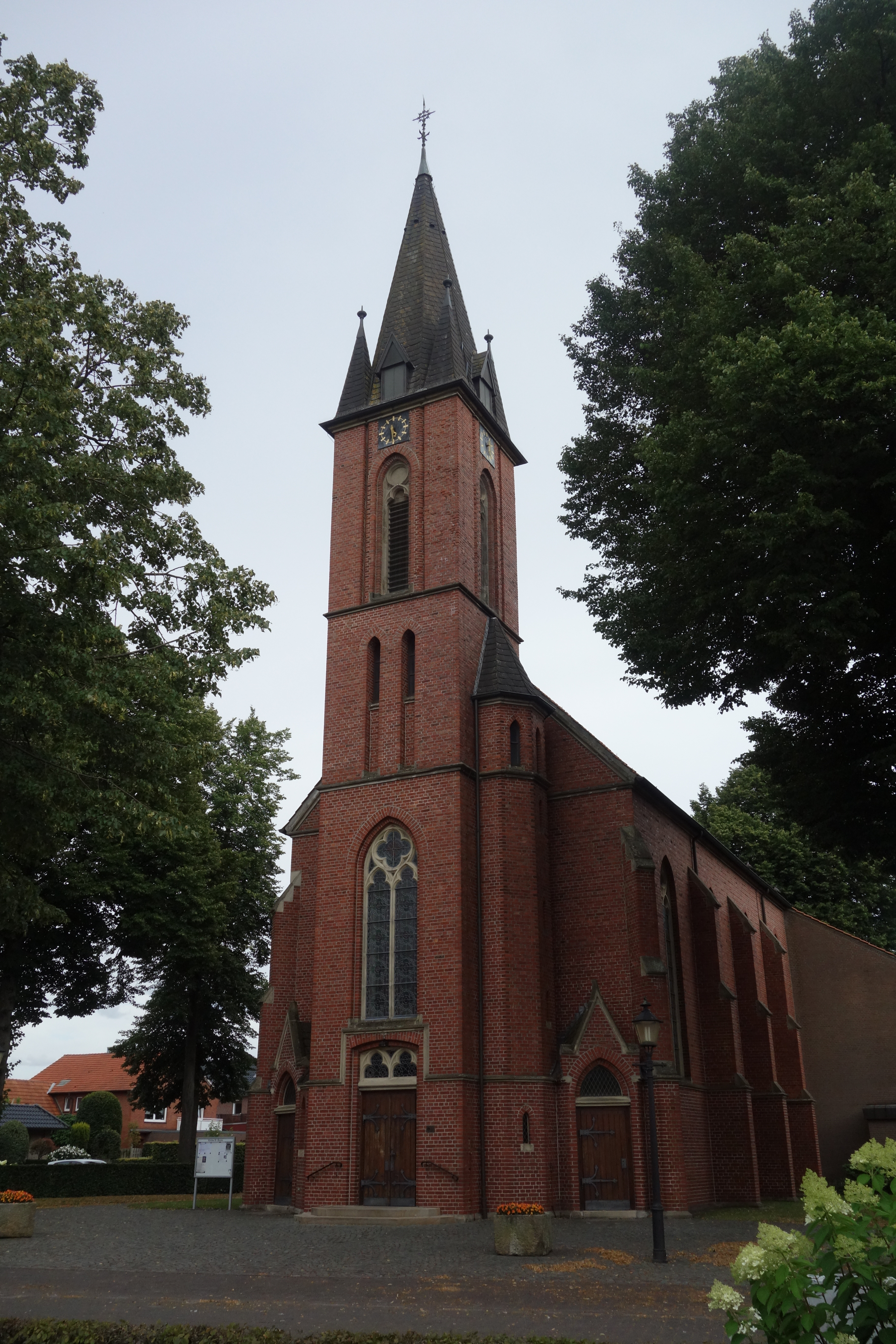
Lünten, St. Bruno

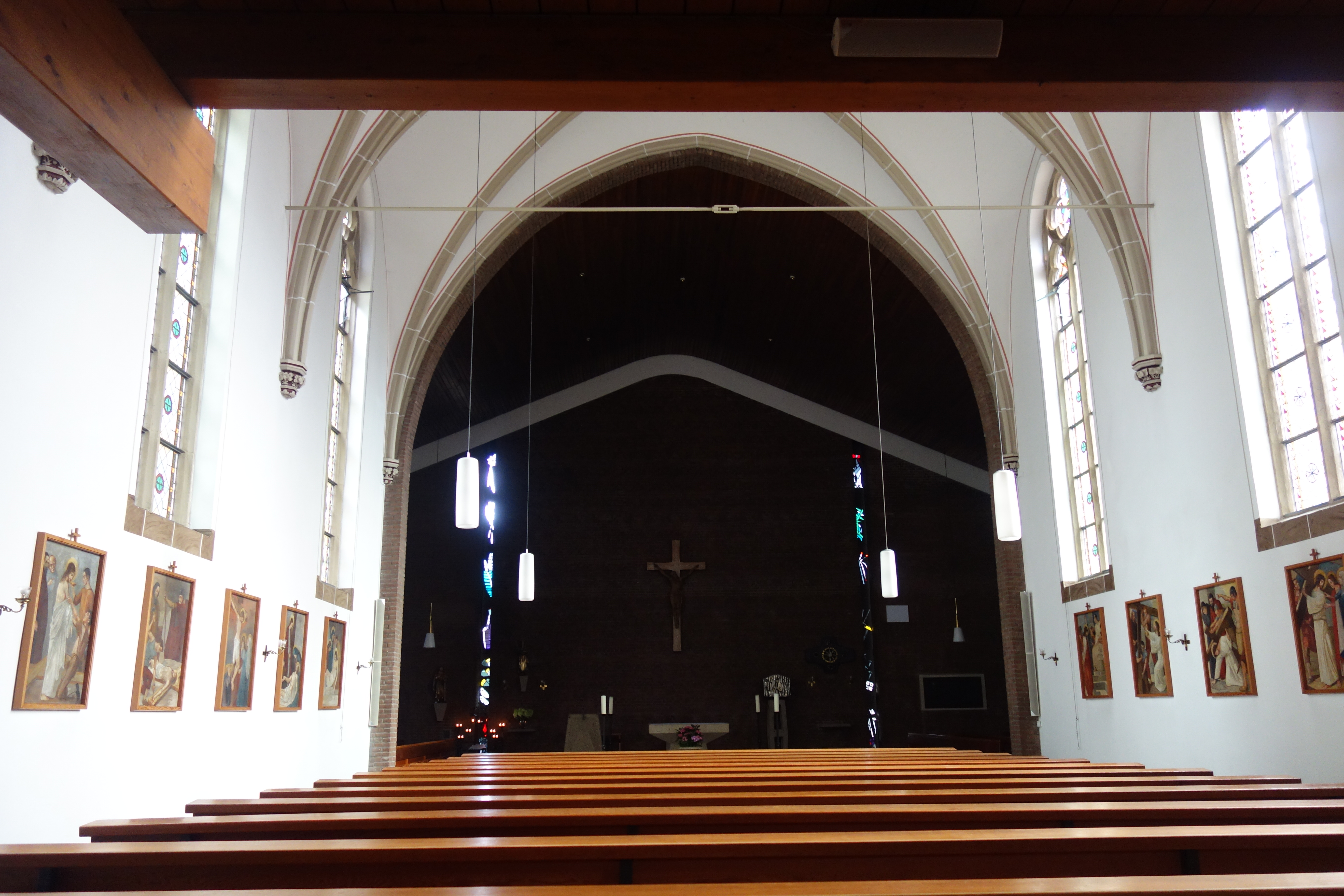
Innenraum

St. Bruno ist die römisch-katholische Pfarrkirche von Lünten, einem Ortsteil von Vreden im westfälischen Westmünsterland. Der Kirchenbau steht unter Denkmalschutz.

## Geschichte und Architektur
Eine erste Kapelle wurde in Lünten 1756 neben einem Hof errichtet, um den sich um 1900 ein Dorf entwickelte. 1906–1908 wurde anstelle der Kapelle nach Plänen des Münsteraner Architekten Hilger Hertel dem Jüngeren eine kreuzrippengewölbte neugotische Kirche mit Westturm errichtet, die 1926 zur Rektoratskirche erhoben wurde. 1964 wurde anstelle der bisherigen polygonalen Apsis eine Erweiterung durch ein Querhaus in modernen Formen errichtet, das am 22. Mai 1966 durch den aus Lünten gebürtigen Weihbischof Heinrich Tenhumberg geweiht wurde. Seit 1981 ist St. Bruno eine selbständige Pfarrei.

## Orgel
Bei ihrer Fertigstellung erhielt die Kirche durch die Orgelbaufirma Franz Breil in Dorsten eine Orgel mit zweigeteiltem Prospekt, das die Sicht auf das Turmfenster freilässt. Das mit Kegelladen und pneumatischer Traktur ausgestattete Werk wurde 1992 von der Firma Breil restauriert. Die Disposition lautet:
| I Hauptwerk C–f3 |                |    |
| 1.               | Prinzipal      | 8′ |
| 2.               | Flauto major   | 8′ |
| 3.               | Viola di Gamba | 8′ |
| 4.               | Salizional     | 8′ |
| 5.               | Oktave         | 4′ |
| 6.               | Oktave         | 2′ |

| II Nebenwerk C–f3 |                  |    |
| 07.               | Geigenprinzipal  | 8′ |
| 08.               | Lieblich Gedackt | 8′ |
| 09.               | Traversflöte     | 4′ |
| 10.               | Oboe             | 8′ |

| Pedal C–f1 |        |     |
| 11.        | Subbaß | 16′ |
| 12.        | Violon | 08′ |

- Koppeln: II/I, I/P, II/P

Suboktavkoppel: II/I, II
Superoktavkoppel: I/I
- Spielhilfen: Freie Kombination, feste Kombinationen: Piano, Mezzo Forte, Forte